# Revista Mural La Cosa
La Cosa. Aparecedario Satírico fue una revista mural humorística de contenido literario y cultural, creada y dirigida por el poeta argentino Roberto Jorge Santoro, con la colaboración destacada de Gerardo Krauss, Norberto Salguero, Rodolfo Campodónico y Gerardo Berensztein. La revista tuvo un único número, publicado entre abril y julio de 1962, que apareció con una numeración deliberadamente apócrifa: Revista La Cosa Nº 4.

## Gestación del proyecto

Revista Mural La Cosa N.º 4

Roberto Jorge Santoro comenzó a concebir La Cosa en 1960. Fue su primer proyecto editorial y de publicación, una experiencia temprana que antecedió tanto a sus primeros libros, Oficio desesperado y De tango y lo demás, ambos publicados en 1962, como a la fundación de la Revista El Barrilete, en 1963. Con un formato poco convencional y una propuesta experimental, La Cosa marcó el inicio de su trayectoria en el ámbito de la edición independiente y colectiva.
El contenido que luego se transformaría en los textos finales de La Cosa surgía, en gran parte, de un registro personal que Santoro realizaba a diario. Solía llevar una libreta en la que anotaba situaciones curiosas, diálogos callejeros, grafitis y reflexiones captadas en su tránsito cotidiano por la ciudad. Ese material servía como punto de partida o inspiración, y era trabajado posteriormente de manera colectiva. Sobre la mesa de redacción, Santoro y los demás colaboradores de la revista intervenían, reescribían y transformaban esas anotaciones hasta darles la forma y el tono característicos con los que finalmente serían publicados.
Si bien Santoro fue el impulsor y director de la revista, La Cosa se concibió y desarrolló como un proyecto colectivo. En la elaboración de los contenidos participaron activamente Gerardo Berensztein, Gerardo Krauss y Norberto Salguero, quienes, junto a Santoro, se encargaban de la redacción de los textos. El arte gráfico y las ilustraciones estuvieron a cargo del artista plástico Rodolfo Campodónico, cuya participación fue central en la construcción del carácter visual de la publicación.

## Características de la revista

Afiches promocionales de la Revista Mural La Cosa

Aunque el único número de La Cosa no llevó fecha impresa, se sabe que fue publicado en 1962, entre los meses de abril y julio. Esta datación se desprende de una carta de Roberto Jorge Santoro, en la que anuncia que la revista ya está en imprenta y aclara que la sacan “con tres locos amigos míos […] sin pedir permiso”. El subtítulo o bajada que acompaña el nombre de la revista es Aparecedario satírico, una expresión que el propio Santoro justificaba con humor: “En principio lo que nosotros sacamos no es diario, ni semanario, ni quincenario, ni mesario, ni anuario. Aparecedario significa que aparece cuando aparece”.
Al primer y único número se le asignó de manera arbitraria el N.º 4. Según Gerardo Berensztein, esta decisión respondía al deseo de construir una cronología desordenada y caprichosa, alejada de toda lógica editorial convencional. Santoro había proyectado una serie de entregas con numeraciones aleatorias y formatos no tradicionales, que incluirían hojas con formas geométricas como cuadradas, redondas u ovaladas, o con siluetas inspiradas en animales. La siguiente entrega, que nunca llegó a concretarse, iba a tener un formato ondulado que evocara la figura de una serpiente.
La publicación tenía un tamaño similar al de los periódicos o diarios tipo tabloide. Se trataba de una única hoja, impresa en ambas caras y sin imágenes, en la que se incluían una serie de textos breves. Esta característica, junto con su diseño sin pliegues, la asemejaba más a un afiche o una lámina mural que a un periódico o diario tradicional. Como detalle distintivo, este número de La Cosa llevaba estampada una huella dactilar en tinta roja en la esquina inferior derecha, un gesto que reforzaba el carácter singular y artesanal de la propuesta.
Todo el proceso de producción fue realizado de manera colectiva por Santoro y quienes integraban el proyecto, ocupándose de la escritura, la corrección, el diseño, la diagramación y las pruebas de impresión, en una dinámica de trabajo que reflejaba el carácter autogestivo del proyecto. En cuanto a esto último y a los roles que asumía cada uno, los créditos se presentaban de forma lúdica: bajo el título “Ingenieros” figuraban Gerardo Krauss y Roberto Santoro; como “Constructores” se mencionaba a Rodolfo Campodónico y Norberto Salguero; y en el apartado “Loquerío” se indicaba el domicilio de Santoro en la ciudad de Buenos Aires.

## Contenido de la revista
La Cosa se caracterizó por una mirada crítica, irónica y muy atenta al lenguaje cotidiano. Su espíritu rebelde, su frecuencia irregular y su propuesta abierta eran parte de una estrategia de intervención cultural que no buscaba dar respuestas, sino incomodar, provocar y, muchas veces, reírse de todo, incluso de sí misma. Su contenido apuntó a desmontar los discursos repetidos que circulaban en distintos ámbitos de la vida porteña, desde las declaraciones de políticos e intelectuales hasta las conversaciones cotidianas en la calle o mientras se esperaba el colectivo, con la intención de poner en evidencia sus lugares comunes, contradicciones o vacíos de sentido. Funcionó así como un detector de frases hechas, expresiones gastadas que, por su uso automático, vaciaban de contenido la comunicación. La revista reunió textos muy variados, como cuentos, poemas, artículos de opinión, manifiestos inventados, diálogos teatrales, encuestas, publicidades paródicas, críticas de libros e instrucciones cívicas, todos atravesados por el humor, el absurdo, la exageración y la sátira política. A pesar del tono lúdico, mantuvo un compromiso firme con la observación atenta de lo real: era común que sus integrantes anotaran frases escuchadas en la vía pública, grafitis o expresiones tomadas de espacios populares, que luego transformaban en material literario. Esa atención a lo oral, al habla cotidiana más que a la lengua normativa, fue clave en la escritura de Roberto Jorge Santoro, para quien los clichés y las frases repetidas constituían una poética crítica de la vida urbana. Al tratarse de un proyecto temprano, La Cosa condensó recursos expresivos, gestos provocadores y procedimientos de escritura que más adelante se volverían fundamentales en su obra poética y en sus emprendimientos editoriales.
El título mismo de la revista, La Cosa, remite a algo indefinido, una palabra común del español rioplatense que puede ser cualquier cosa o ninguna, y que refuerza la intención de no encasillarse en géneros o formatos fijos. Ese mismo título lleva el texto que abre la publicación y funciona a modo de presentación o editorial. Construido a partir de frases breves, expresiones populares y fragmentos del habla cotidiana, sin puntuación ni organización aparente, el artículo establece desde el inicio el tono provocador y fragmentario que recorre toda la revista: 
“Oíme, la coSa es esto: / lacarrasperadelpolitico / saltorranacarreramar / angélicacuandotenombro / elpaisoccidentalcristiano / virgonosedejententardiafavorableel17 / yopongoalpibedelatercera / carnavaleranlosdeante / nobayunadisciplinaenestepaís / lostirocortoblancos / quéquerésBergmanesungenio / elPulpovieneacatorce / aabaaaaaaay… queboteimpresionante / bastaqueseabuenoytrabajador / LA COSA ES LA MITAD DE AFUERA /  DE ALGO QUE NO TIENE NADA ADENTRO / Otra cOsa es el coso.”

Antes del texto de apertura, la revista incluye una sección titulada “Nos negaron su colaboración”, donde se enumera, en tono de broma y con una clara intención satírica, un listado tan extenso como delirante de escritores, escritoras, deportistas, políticos, personalidades del cine y la televisión, instituciones, siglas, etc., que supuestamente rechazaron participar de la revista: 
"Jorge Luis Borges, don Fermín Estrella Gutiérrez, José Gatica, Victoria Ocampo, el Cholo, Silvina Bullrich (con reservas), Kennedy, Tibor Gordon, Rembrandt, Mario Pugliese Cariño, Alberto Girri con un poema, el padre Gardella, la Cooperativa de Lecheros Unidos, el doctor Erro, Foto Los Ángeles, el autor del Mío Cid, Mirtha Legrand, la U.P.i., los concesionarios de carritos de la costanera, Kafka, Duilio Marzio, Zabala Ortiz, Antriosonioni, Mariano Perla, Pancho Sierra, Jauretche, los cuatro canales de televisión, Patrón Costa, los grandes diarios, los pequeños diarios, los diaruchos, todos los diarios, Mao Tse-Tung, Sanfilippo, la OAS, la OEA, la CAP, el HIPO y el Teatro San Martín.”
Este texto cierra con la única persona que sí quiso colaborar con la revista, Dalmiro Sáenz, pero dicha colaboración fue rechazada por la redacción para “conservar una conducta”, cerrando así el juego con una coherencia propia del humor que atraviesa toda la publicación.
Entre los textos más destacados de La Cosa se encuentra “Vida de José Palumba (toda entera)”, un relato con tono colectivo firmado por Rodolfo Campodónico, Gerardo Krauss, Norberto Salguero y Roberto Santoro. Con humor e ironía, el texto recorre de manera lineal y minuciosa la vida de un hombre común, desde su nacimiento hasta su muerte, poniendo en evidencia una existencia regida por convenciones sociales y marcada por la obediencia. La figura de Palumba aparece así como una caricatura del ciudadano modelo, moldeado por las instituciones y por los mandatos cotidianos: 
“Nació. Lo bautizaron. Poco a poco fue creciendo. Un día le salió el primer dientito. El padre y la madre le decían ajó ajó para que lo mostrara. En realidad no tenía parecidos. Empezó a gatear antes del año. Después empezó a hablar. El triciclo y la bolita eran sus juegos preteridos. A veces ganaba y a veces perdía. A los seis años comenzó la escuela primaria. El primer día no le gustó. Poco a poco fue llegando a sexto grado. Le alcanzó el puntaje para ingresar a primer año. No era un alumno brillante pero tampoco tuvo mayores problemas. Cuando terminó quinto año se recibió de perito mercantil. Después se consiguió un trabajo. Hizo el servicio militar en Campo de Mayo. En ese año conoció a una chica. Al salir de la conscripción volvió a la oficina. Cuando le dieron el tercer aumento de sueldo, se casó. La novia de José Palumba estudiaba corte y confección. Dejó para Casarse. No era linda pero era una chica de su casa. Pasaron la luna de miel en Córdoba. Vivieron en la casa de los suegros de José. Cuando iban al cine la abuela les cuidaba el nene. Palumba a veces se resfriaba. No andaba muy bien del hígado. Se afeitaba todos los días. Antes de dormir se leía el diario. Se le empezó a caer el pelo. Le sacaron algunas muelas. Llegó a jubilarse como ayudante de tenedor de libros. Una vez por mes visitaba a su cuñada. Votaba. Ponía la radio. Escupía. Leía el diario. Tosía. Era socio de la cooperadora. Hacía pis. Después de una corta enfermedad murió. En el epitafio decía: Aquí yace José Palumba.”

## Índice[6]
La Cosa. Aparecedario satírico N° 4
1. Editorial: Artículo de fondo – Exordio – Prólogo – Etnólogo – Preámbulo – Carta de Presentación – Introducción – Fixture – Declaración de Principios.
2. Nos negaron su colaboración.
3. La Cosa.
4. El yacaré que quería mirar la Primavera.
5. Último momento (UP-AP-R-FP)
6. Primicia.
7. Vida de José Palumba (toda entera)
8. Modelo de un manifiesto político de 1997.
9. Monólogo entre dos.
10. Apuntes del Colorado.
11. Subconsciente del soldado.
12. Crítica bibliográfica.
13. Inventores e inventos.
14. Espacio dedicado a los señores.
15. Bobito.
16. Artículo de Fondo.
17. Instrucción cívica – Plataformas electorales: Demócrata cristiano – Salud pública – U.P.I.
18. Los lados, las cosas y otras cosas.
19. Campaña de Urbanidad.
20. Encuesta sobre el twist.
21. Espirálica (poema surrealista)
22. La Cosa. Órgano Oficial Del Movimiento Uniformante Acelerado.
23. En nuestro próximo número: Vida de José Palumba (h.) Toda entera.
24. Fin.

## Distribución, promoción y venta
La distribución de La Cosa respondió al mismo espíritu autogestivo que caracterizó al proyecto desde su origen. La revista fue autofinanciada por sus integrantes, sin fines de lucro, con el objetivo de recuperar lo invertido para poder continuar publicándola. Su venta se realizaba principalmente en espacios públicos, de forma directa y personal. Como recuerda el artista plástico Pedro Gaeta, amigo cercano de Roberto Jorge Santoro, era habitual ver al propio Santoro ofreciendo ejemplares en plazas, en la Avenida Corrientes y en otros puntos de la ciudad, al grito de: “La Cosa, salió La Cosa. Compre La Cosa... Yo la escribo. Yo la edito. Yo la vendo”. Además, como parte de su estrategia de difusión, se diseñaron afiches publicitarios de distintos colores, de 34 x 17 cm, pensados para ser pegados en la vía pública. El primero generaba expectativa con la frase “Se viene… La Cosa”, y el segundo anunciaba su aparición: “Llegó La Cosa, pídala a su canillita”.
Esta modalidad, artesanal, autogestiva y alternativa, tanto en la producción como en la distribución, no solo definió la experiencia de La Cosa, sino que se volvió una constante en casi todos los proyectos editoriales que Santoro impulsó en los años siguientes, como la Revista El Barrilete y la Editorial Papeles de Buenos Aires. La autogestión, las ediciones cuidadas pero accesibles, la distribución por fuera de los circuitos comerciales tradicionales y el vínculo directo con el público formaron parte de una misma búsqueda: acercar la literatura y el arte a nuevos espacios sociales y culturales, desde una perspectiva crítica, colectiva y descentralizada.

## Interrupción y transición

Manifiesto Ante la Desunión de Escritores

Tras la publicación de su primer y único número, Revista La Cosa N.º 4, entre abril y julio de 1962, la revista estuvo a punto de tener una segunda entrega que no llegó a concretarse. Roberto Jorge Santoro convocó a Marcos Silber, Gerardo Berenstein y Ramón Plaza para trabajar en un nuevo número. Hacia fines de marzo o comienzos de abril de 1963, ese segundo ejemplar ya estaba completamente diseñado y armado de forma manuscrita, listo para enviarse a imprenta. Esta entrega iba a incluir, además, un texto titulado Manifiesto ante la desunión de escritores, en el que se expresaba una crítica directa a la Sociedad Argentina de Escritores (SADE). El manifiesto denunciaba la falta de una funcionalidad gremial efectiva y señalaba una “parcialización de la cultura”. Estaba previsto que acompañase al nuevo número de La Cosa, para el cual Santoro había ideado un formato de revista-sobre, una propuesta que más adelante volvería a explorar en otros de sus proyectos editoriales. Dicho manifiesto sería, además, el primer documento cultural producido colectivamente por los integrantes del Grupo Barrilete, ya conformado en ese momento.

Revista Barrilete Nº 6 - Sección "La Cosa Humor"

Según una entrevista realizada a Gerardo Berenstein en 2019, el dinero destinado a cubrir los costos de impresión fue entregado a Norberto Salguero, quien luego desapareció y no volvió a contactarse con el grupo. Esta situación frustró la publicación del segundo número y marcó la interrupción definitiva del proyecto.
En agosto de 1963, algunos meses después de aquella experiencia, Roberto Jorge Santoro puso en marcha un nuevo proyecto: la Revista Barrilete. En el número 6 de esa publicación apareció por primera vez una sección titulada “La Cosa Humor”, que retomaba el espíritu satírico de La Cosa, incluía algunos de sus textos y reapareció ocasionalmente en entregas posteriores con ese mismo enfoque.
Hasta la actualidad, no se ha vuelto a tener noticias de ese segundo número ni de otros números de La Cosa, y dicho contenido permanece inédito.